# Тенниёйоки
Тенниёйоки (фин. Tenniöjoki) — река в России и Финляндии. Правый приток реки Кемийоки. Бассейн Тенниёйоки — единственный на территории России речной бассейн, относящийся к бассейну Ботнического залива.
Длина реки составляет 73 км. Площадь бассейна 725 км².
Берёт начало в болотистой местности на склонах горы Минкелимунтури в Кандалакшском районе Мурманской области, близ российско-финляндской границы. В верховьях по реке проходит государственная граница между Финляндией и Россией. Река проходит через озёра: Тенниёярви, Соткаярви и Аутиоярви (с правым притоком, текущим из озера Ениярви). На реке имеются пороги.
Правые притоки: Лаутакотооя, Нарускайоки, Кархуоя, Малтиойоки, Исо-Улмоя и Пюхяйоки. Левые притоки: Сауккоя, Нурмийоки, Куолайоки, Иоутсеноя и Коскуноя.
Впадает в Кемийоки близ посёлка Аньяла. Берега Тенниёйоки заселены только в Финляндии. Населённые пункты на реке: Вуорела, Сайя, Ноусу, Или-Ранта, Куоску и др.

## Данные водного реестра
По данным государственного водного реестра России относится к Баренцево-Беломорскому бассейновому округу, водохозяйственный участок реки — Тенниёйоки.
Код объекта в государственном водном реестре — 02020020012102000007834.